# Gmina Funarë
Gmina Funarë (alb. Komuna Funarë) – gmina  położona w środkowej części Albanii. Administracyjnie należy do okręgu Elbasan w obwodzie Elbasan. W 2011 roku populacja gminy wynosiła 2122 w tym 1074 kobiety oraz 1048 mężczyzn, z czego Albańczycy stanowili 93,87% mieszkańców.
W skład gminy wchodzi dziewięć miejscowości: Branesh, Bixellë, Preçë e Sipërme, Cerujë, Korrë, Mollagjesh, Krrabë e Vogël, Preçë e Poshtme, Stafaj.